# Кеучкерян, Ховик
Ховик Кеучкерян (англ. Hovik Keuchkerian, арм. Հովիկ Կեուչկերյան; род. 14 ноября 1972, Бейрут, Ливан) — испанский актёр армянского происхождения. Родился в Ливане, в семье армянина и испанки. Из-за начавшейся Гражданской войны, в возрасте трёх лет переехал с семьёй в Мадрид. Профессионально занимался боксом, дважды завоёвывал титул чемпиона Испании. После завершения спортивной карьеры нашел себя в творчестве, начал писать, выступать как комик и сниматься в качестве актера.

## Биография
Вырос в Альпедрете, где работал официантом в ресторане своего отца. В возрасте 20 лет переехал в Мадрид и в 1995 году открыл свой собственный тренажёрный зал «HK», расположенный в районе Орталеза в Мадриде. «HK» навсегда закрыл свои двери в декабре 2015 года. Кеучкериан сам стал боксёром и дважды становился чемпионом Испании в супертяжёлом весе. Покинув бокс, он начал новую карьеру в качестве стендап-комика и писателя (он опубликовал четыре книги), последняя из которых называется «Стойкий». Его роль тренера по боксу в фильме 2013 года «Влюблённый скорпион» принесла ему номинацию на премию Гойи как лучший новый актер.

### Спортивная карьера
Из-за травмы лодыжки во время игры в баскетбол, Кеучкериан занялся единоборствами, в частности кикбоксингом. Он был победителем национального чемпионата по кикбоксингу в 1996 году, а в следующем году победителем чемпионата Испании по любительскому боксу в тяжёлой весовой категории. В 1999 году, стал профессионалом. Кеучкериан был провозглашен чемпионом Испании по боксу в тяжёлом весе в 2003 году против Давида Бланко, подтвердив свой титул в 2004 году против Марсело Феррейры. В конце того же года, разочаровавшись в профессиональной организации своего вида спорта, он оставил бокс с рекордом в 16 побед (15 нокаутом) и одним поражением.

### Фильмография
| Год  |   | Русское название                 | Оригинальное название          | Роль                                |
| ---- | - | -------------------------------- | ------------------------------ | ----------------------------------- |
| 2010 | с | Римская Испания, легенда         | Hispania, la leyenda           | Сандро                              |
| 2011 | с | Изабелла                         | Isabel                         | Франциско Рамирез                   |
| 2013 | ф | Экстрасенс 2: Лабиринты разума   | Anna                           | Бармен                              |
| 2013 | ф | Влюбленный скорпион              | Alacrán enamorado              | Педро                               |
| 2013 | ф | Прочный                          | Nieulotne                      | Хосе Висенте Сотогранде де ла Сагра |
| 2015 | с | Министерство времени             | El ministerio del tiempo       | Хуан Мартин Диас                    |
| 2016 | с | Ночной администратор             | The Night Manager              | Тэбби                               |
| 2016 | ф | Кредо убийцы                     | Assassin's Creed               | Охеда                               |
| 2016 | ф | Торо                             | Toro                           | Антонио                             |
| 2017 | ф | Человек, который убил Дон Кихота | The Man Who Killed Don Quixote | Рауль/Рыцарь зеркал                 |
| 2017 | с | Большой куш                      | Snatch                         | Карлито Бланко                      |
| 2017 | с | Бумажный дом                     | La casa de papel               | Богота                              |
| 2019 | ф | 4 канистры                       | 4 latas                        | Точо                                |
| 2020 | с | Бунт                             | Antidisturbios                 | Сальвадор Осорио                    |
| 2020 | с | Голова                           | The Head                       | Чарли                               |
| 2022 | ф | Американец                       | Amerikatsi                     | Тигран                              |
| 2022 | ф | Рейнбоу                          | Rainbow                        | Диего Галан                         |
| 2023 | ф | Просто любовь                    | Un amor                        | Андреас                             |
| 2024 | с | Красная королева                 | Reina Roja                     | Джон Гутьеррес                      |
| 2024 | ф | Платформа 2                      | El hoyo 2                      | Замятин                             |